# Comtés de l'État du Connecticut
Liste des comtés de l'État du Connecticut :
- Comté de Fairfield : un des quatre comtés originels du Connecticut, créé en 1666. Sièges historiques du comté : Bridgeport et Danbury.
- Comté de Hartford : un des quatre comtés originels du Connecticut, créé en 1666. Siège historique : Hartford.
- Comté de Litchfield : formé en 1751 à partir de parties des comtés de Fairfield, Hartford, et de New Haven. Sièges historiques : New Milford et Winsted.
- Comté de Middlesex : formé en 1785 à partir de parties des comtés de Hartford et New London. Siège historique : Middletown.
- Comté de New Haven : un des quatre comtés originels du Connecticut, créé en 1666. Sièges historiques : New Haven et  Waterbury.
- Comté de New London : un des quatre comtés originels du Connecticut, créé en 1666. Sièges historiques : New London et Norwich.
- Comté de Tolland : formé en 1785 à partir de parties des comtés de Hartford et de Windham. Siège historique : Tolland.
- Comté de Windham : formé en 1726 à partir de parties des comtés de Hartford et New London. Sièges historiques : Putnam et Willimantic.